# 岸和田市立春木中学校
岸和田市立春木中学校（きしわだしりつ はるきちゅうがっこう）は、大阪府岸和田市松風町にある公立中学校。名称は「春中」。

## 沿革
岸和田市で最初の中学校の一つとして、1947年の学制改革と同時に創立した。当初は「岸和田市立第六中学校」の名称だったが、岸和田市立中学校に番号順の校名ではなく地名などを取り入れた名称に変更する方針が出されたことに伴い、1949年に現在の校名に改称している。
校名は、岸和田市の北部・春木地区（岸和田市合併前の旧泉南郡春木町。ただし、春木町に編入された旧泉南郡八木村を除く）を校区としていることから採用されている。
- 1947年
  - 4月1日 - 岸和田市立第六中学校として創立。
  - 4月22日 - 開校式を実施。この日を創立記念日とする。
- 1949年5月9日 - 岸和田市立春木中学校に改称。
- 1950年
  - 6月22日 - 校章制定。
  - 12月23日 - 校旗制定。
- 1954年10月1日 - 校歌制定。
- 1988年12月1日 - 文部省の「エイズ教育（性教育）推進地域」として研究発表を実施。

## 校庭の芝生をめぐって
同校は2009年度、大阪府の「みどりづくり推進事業」の補助金300万円と地域住民の寄付およそ400～500万円をもとにグラウンドの芝生化を実施した。苗の育成や芝生の植え付けなどは全校生徒や地域住民がボランティアで行われた。
2010年11月、野球、ソフトボール両部の保護者らから「グラウンドが平らでなく、練習しにくいので芝生を剥がしてほしい」との要望があり、12日、同校は保護者側と協議。芝生を剥がさないことを前提に、でこぼこした部分に土砂を入れて平らにすることで合意、11月下旬に16トンの土（約6万円）が入れられて整地されたが保護者からの要望を得てさらに18トンの土砂を学校側が追加購入、その翌日12月4日早朝、同校野球、ソフトボール両部の保護者ら数十人が重機をグラウンドに持ち込み、植えられた芝生の1/3にあたる約3000㎡を剥ぎ取った上、追加された土砂を使って整地した。
学校の芝生化を公約化した橋下徹大阪府知事は「残念。一部の保護者によるのか、地域住民の総意なのか確認する」と述べると共に「一部の保護者の暴挙なら許せない。」と述べた。また大阪府みどり推進課は「芝生が修復されなければ、補助金の返還を求める可能性もある。」と表明した。
学校の芝生化は大阪府内の160の学校で行われており大部分の学校では中庭やグラウンドの一部だけを芝生化しており大阪府内の中学校でグラウンドを全面芝生化したのは春木中学校のみであった。
その後、PTA役員が集めた芝生を撤去することを求める地域住民の署名5597名分が市長に提出され、2011年の12月にPTA臨時総会で、芝生を全面的に剥がすことが決定された。撤去にかかった費用は967万円で、大阪府の交付した緑化事業補助金300万円は、当時の校長が私費で返却することになった。
なお、朝日放送の取材では、この芝生化を主導した教師は春木中学校を練習場所として使用している地元のサッカークラブの代表であり、生徒たちの一部からは「サッカーのためだけの芝生化ではないか」との声が出ていたという。同校には正式なサッカー部は存在しないが、春木中学校公式サイトの運動部紹介には、「サッカー部は、総合型地域スポーツクラブFC岸和田によって運営されています」と書かれている。
産経新聞は、関係者の証言から、問題の原因として「芝生化事業を失敗させたくない、という当時の校長の考え」「子供らのためにサッカーピッチを作りたいという大人の都合」「芝生化の難しさや他のクラブ活動への影響を考慮せず、安易に補助金を出した大阪府の責任」「市教委が解決のために積極的に関与しなかった」の4点を挙げている。

## 通学区域
- 岸和田市立春木小学校と岸和田市立大芝小学校の通学区域。

岸和田市 春木泉町、春木南浜町、春木北浜町、春木本町、春木元町、春木中町、春木若松町、春木宮川町、春木宮本町、春木大国町、新港町、松風町、戎町、八幡町、磯上町1-6丁目、木材町。

## 著名な卒業生
- 中場利一 - 作家
- 宮本岳志 - 衆議院議員、元参議院議員
- 正木嘉美 - 柔道家、天理大学教授
- がーどまん(チャンネルがーどまん) - YouTuber

## 交通
- 南海本線 春木駅 北西へ約1.2km（徒歩約15分）。